# Hydraziniumchlorid
Hydraziniumchlorid ist eine chemische Verbindung aus der Gruppe der Hydraziniumsalze.

## Gewinnung und Darstellung
Hydraziniumchlorid bildet sich durch Neutralisation eines Mols Hydrazin mit einem Mol Salzsäure.
{\displaystyle \mathrm {N_{2}H_{4}+HCl\longrightarrow N_{2}H_{5}Cl} }

## Eigenschaften
Hydraziniumchlorid ist ein kristalliner farbloser Feststoff, der leicht löslich in Wasser ist. Er zersetzt sich bei Erhitzung über 240 °C, wobei Chlorwasserstoff und Stickstoffoxide entstehen. Die Verbindung besitzt eine orthorhombische Kristallstruktur (a = 1,249 nm, b = 2,185 nm, c = 0,441 nm) mit der Raumgruppe Fdd2 (Raumgruppen-Nr. 43).

## Verwendung
Hydraziniumchlorid wird als Katalysator bei der Synthese von Titanoxid-Polymeren über katalytische Sol-Gel-Verfahren, bei der Herstellung von amorphen Titandioxid-Dünnfilmen mit hohen Brechungsindizes und hoher Transparenz und zur Herstellung von anderen chemischen Verbindungen verwendet. Es kann auch zur Fällung von Elementen wie Gold, Palladium, Platin, Selen und Tellur aus salzsauren Erzlösungen verwendet werden.